# フランソワーズのプライベートレッスン
フランソワーズのプライベートレッスンは、RCCラジオ他で放送されていたラジオ番組。開始及び終了時期は不明。パーソナリティーはフランソワーズ。

## コーナー
- ほめ道をゆく
- ラジオ劇場～夏の恋・ほめ道を行く～
- フランソワーズが教えてあ・げ・る

## ネット局
- 中国放送（キー局）
- 山陰放送
- 静岡放送（2009年4月8日開始）
- 東北放送（2009年4月開始）

## 過去のネット局
- 山陽放送（2010年4月2日で打ち切り）